# Психросфера
Психросфера (от др.-греч. ψυχρός — холодный) — слой воды на дне океана с температурой около 4 °C, толщиной в несколько сотен метров. Заполняет глубинные области всех океанов, от полюсов до экватора. Возникает из-за того, что вода этой температуры имеет максимальную плотность и «тонет», опускаясь на дно.
Образуется на Земле во время периодов, когда полюса покрыты ледяными шапками, вокруг которых вода в больших количествах охлаждается и перемещается на дно, растекаясь далее по всей планете. Так как в холодной воде кислород растворяется лучше, то этот процесс сопровождается насыщением толщи воды кислородом, усилением циркуляции воды в океане и обеспечением условий для существования глубоководного бентоса.